# Venus Erycinas tempel, Quirinalen

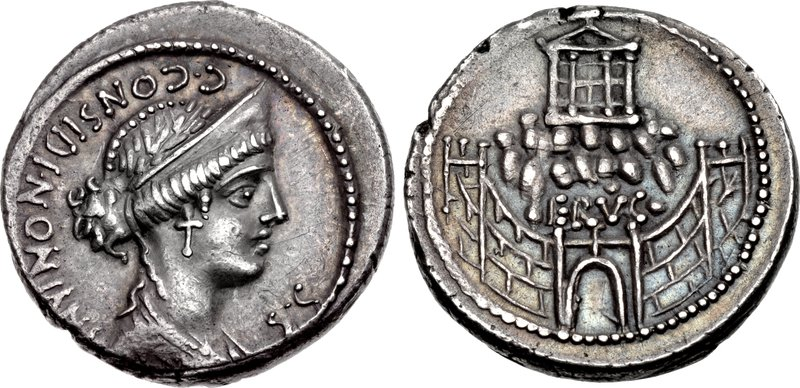
Mynt med Venus och på frånsidan Venus Erycinas tempel på Quirinalen

Venus Erycinas tempel var ett tempel på Quirinalen i Rom, tillägnat Venus.
Templet uppfördes på initiativ av konsul Lucius Porcius Licinius, som hade lovat att uppföra ett tempel till Venus under kriget mot ligurerna. Det dedikerades 181 f.Kr. och invigdes 184 f.Kr. Det kom under följande sekel troligen att inkorporeras i Sallustius trädgårdar.  
Templet bör ha stängts senast under förföljelserna av hedningar i Romarriket på 300-talet, då alla hedniska tempel förbjöds. 
Lämningarna av byggnaden uppges fortfarande ha varit synliga på 1500-talet. Det så kallade Ludovisi Acrolith, ett kvinnohuvud från en staty, ha föreslagits vara huvudet från templets kultstaty av gudinnan Venus. 